# Isère (rzeka)
Isère [iˈzɛːʀ] – rzeka w południowo-wschodniej Francji, płynąca przez teren departamentów Savoie, Isère i Drôme. Ma długość 286,39 km, a powierzchnia dorzecza wynosi 11 800 km². Stanowi lewy dopływ rzeki Rodan. Nieżeglowna z powodu licznych mostów o niskim prześwicie i stopni wodnych pozbawionych śluz. W górnym biegu rzeki znajdują się liczne elektrownie wodne. Nazwa rzeki ma rodowód celtycki – isirás znaczyło tyle, co „szybki”, „silny”, „bystry” (identyczny źródłosłów mają rzeki Izera w Polsce i Czechach oraz Izara w Niemczech).

## Geografia

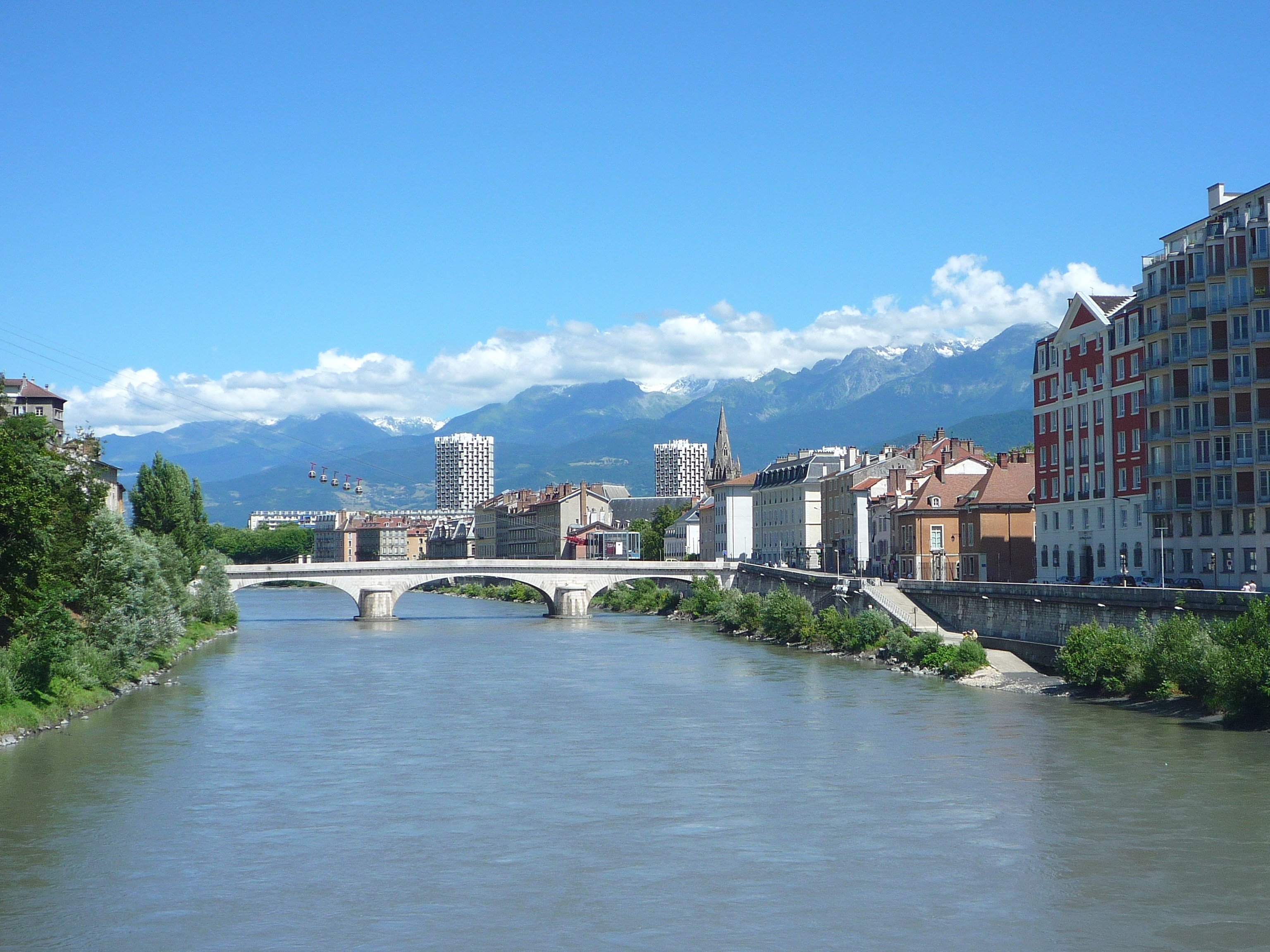
Isère w Grenoble

Isère ma źródła w masywie Alpi di Lanzo e dell’Alta Moriana, w gminie Val d’Isère, na północny zachód od szczytu Grande Aiguille Rousse (3482 m n.p.m.), w pobliżu granicy Francji i Włoch. Bieg rzeki jest nieco zygzakowaty: początkowo płynie w kierunku północno-zachodnim, od Bourg-Saint-Maurice południowo-zachodni, od Moûtiers ponownie północno-zachodni, od Albertville południowo-zachodni, od Grenoble północno-zachodni oraz od Voreppe południowo-zachodni aż do ujścia między Châteauneuf-sur-Isère i La Roche-de-Glun, kilka kilometrów na północ od miasta Valence.
Isère płynie na terenie trzech departamentów, w tym na obszarze 108 gmin:
SabaudiaAime-la-Plagne, Aiton, Albertville, Arbin, La Bâthie, Bourg-Saint-Maurice, Cevins, Chamousset, Châteauneuf, La Chavanne, Coise-Saint-Jean-Pied-Gauthier, Cruet, Esserts-Blay, Frontenex, Gilly-sur-Isère, Grand-Aigueblanche, Grésy-sur-Isère, Grignon, Laissaud, Landry, Montailleur, Montmélian, Moûtiers, La Léchère, Notre-Dame-du-Pré, La Plagne-Tarentaise, Planaise, Porte-de-Savoie, Rognaix, Sainte-Foy-Tarentaise, Sainte-Hélène-du-Lac, Sainte-Hélène-sur-Isère, Saint-Jean-de-la-Porte, Saint-Marcel, Saint-Paul-sur-Isère, Saint-Pierre-d’Albigny, Saint-Vital, Salins-Fontaine, Séez, Tignes, Tournon, Tours-en-Savoie, Val-d’Isère, Villaroger
IsèreL’Albenc, Barraux, Beaulieu, Beauvoir-en-Royans, Bernin, La Buissière, Chapareillan, Chatte, Le Cheylas, Cognin-les-Gorges, Crolles, Domène, Fontanil-Cornillon, Gières, Goncelin, Grenoble, Izeron, Lumbin, Meylan, Montbonnot-Saint-Martin, Murianette, Noyarey, Poliénas, Pontcharra, La Rivière, Rovon, Saint-Égrève, Saint-Hilaire-du-Rosier, Saint-Ismier, Saint-Just-de-Claix, Saint-Lattier, Sainte-Marie-d’Alloix, Saint-Martin-d’Hères, Saint-Martin-le-Vinoux, Saint-Nazaire-les-Eymes, Saint-Pierre-de-Chérennes, Saint-Quentin-sur-Isère, Saint-Romans, Saint-Sauveur, Saint-Vincent-de-Mercuze, Sassenage, La Sône, Têche, La Terrasse, Le Touvet, La Tronche, Tullins, Le Versoud, Veurey-Voroize, Villard-Bonnot, Vinay, Voreppe
DrômeLa Baume-d’Hostun, Beaumont-Monteux, Beauregard-Baret, Bourg-de-Péage, Châteauneuf-sur-Isère, Chatuzange-le-Goubet, Eymeux, Granges-les-Beaumont, Pont-de-l’Isère, La Roche-de-Glun, Romans-sur-Isère, Saint-Nazaire-en-Royans, Saint-Paul-lès-Romans

## Hydrologia
Uśredniony roczny przepływ rzeki Isère wynosi 330 m³/s. Dane hydrologiczne zostały pozyskane w latach 1956–2014 w Beaumont-Monteux. Największy przepływ notowany jest w czerwcu (497 m³/s), a najmniejszy we wrześniu – 246 m³/s.
|  |

## Dopływy
Isère ma opisanych 40 dopływów o długości co najmniej 10 km. Są to:
| - Drac - Arc - Bourne - Herbasse - Doron de Bozel - Bréda - Arly - Gélon - Chalon - Morge - Savasse - Furon - Furand - Ponturin | - Joyeuse - Cumane - Vence - Ruisseau du Doménon - Torrent d’Eau Rousse - Ruisseau Gargot - Versoyen - Ruisseau du Charvetan - Tréry - Vézy - Ruisseau de Béaure - Riousset - Bessey | - Ruisseau de Laval - Ruisseau de la Maladière - Bial Rochas - Ruisseau de Vorz - Torrent du Reclus - Morel - Ormente - Ruisseau d’Eybens - Grand Nant de Naves - Torrent de Saint-Claude - Ruisseau des Adrets - Ruisseau du Bondeloge - Ruisseau de la Sassière |